# Stazione di Cà di Boschetti
La stazione di Cà di Boschetti è una fermata ferroviaria della Spezia a servizio dei treni regionali che percorrono le ferrovie Tirrenica e Pontremolese, ubicata nell'omonima località prossima al quartiere industriale di Melara e al Cimitero dei Boschetti.

## Storia
La fermata si trova sul tracciato della ferrovia Tirrenica, tra La Spezia e Sarzana, e venne inaugurata il giorno 4 agosto 1864. Successivamente, nel 1917, fu attivato un raccordo militare fra Cà di Boschetti e la vicina località Valdilocchi.
La fermata subì un intervento di profonda ristrutturazione nel 1992 mentre nel 2004 ha visto l'attivazione del quarto binario indipendente.

## Strutture e impianti
La fermata è al servizio dei due binari comuni alle ferrovie Tirrenica e Pontremolese e del terzo, utilizzato prevalentemente per il traffico di quest'ultima; è tuttavia presente anche un quarto binario, a quota diversa e privo di marciapiedi, che costituisce il raccordo diretto realizzato fra La Spezia Marittima e Vezzano Ligure; tale raccordo consente di evitare il regresso in stazione a La Spezia Migliarina.
L'impianto è dotato di un piccolo fabbricato viaggiatori (chiuso al pubblico) e di due banchine, munite di pensilina e di obliteratrici automatiche.
Il piazzale antistante la stazione è impiegato come parcheggio di interscambio.

## Movimento

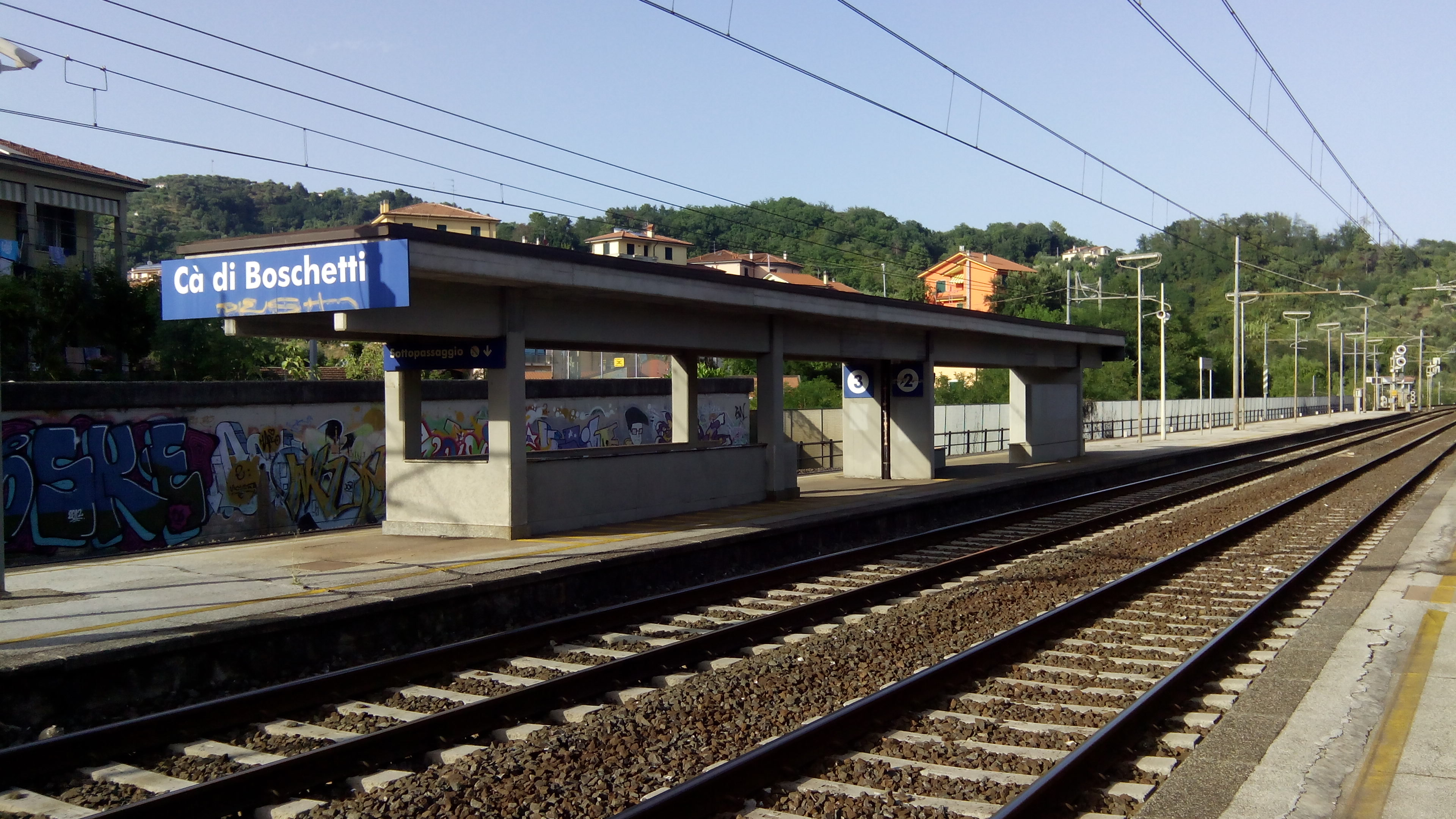
Veduta della banchina dei binari 2 e 3

La stazione è servita dalle relazioni regionali Trenitalia svolte nell'ambito dei contratti di servizio stipulati con la Regione Liguria e con la Regione Toscana, questi ultimi denominati anche "Memorario".
La fermata costituisce un importante punto di riferimento per il levante spezzino e per i lavoratori dell'adiacente zona industriale della città. Sorge in una zona strategica (vi si accede da via Sarzana che rappresenta il tratto urbano della via Aurelia), vicina al cimitero dei Boschetti e soprattutto alle principali industrie cittadine: Termomeccanica, centrale Enel, OTO Melara e MBDA.